# Ascaric de Braga
Pour les articles homonymes, voir Ascaric (homonymie).
Ascaric (en latin, Ascaricus Bracarensis ; en espagnol, Ascarico de Braga ; en portugais, Ascárico de Braga ; † vers 810) est un homme d'Église ibérique des VIIIe et IXe siècles, évêque d'Astorga (Espagne actuelle) puis évêque de Braga (Portugal actuel), sous la domination musulmane.
Il fut condamné pour adoptianisme vers 785/790 par le pape Adrien Ier qui adressa aux évêques d'Hispanie une lettre qui proclama la doctrine d'Élipand entachée d'hérésie. Nous est parvenue une correspondance échangée avec un certain Tuseredus (ML 99 1231-1234) ; il a également dédié à cette personne un poème construit avec des extraits de la Hamartigenia de Prudence, et du Carmen paschale de Coelius Sedulius.

## Liens
- Notice dans un dictionnaire ou une encyclopédie généraliste :   - Diccionario Biográfico Español
- Notices d'autorité :   - VIAF